# Liubov Smolka
Liubov Smolka (Unión Soviética, 29 de noviembre de 1952) es una atleta soviética retirada especializada en la prueba de [[]], en la que consiguió ser medallista de bronce europea en pista cubierta en 1981.

## Carrera deportiva
En el Campeonato Europeo de Atletismo en Pista Cubierta de 1981 ganó la medalla de bronce en los 1500 metros, con un tiempo de 4:08.64 segundos, tras la italiana Agnese Possamai (oro con 4:07.49 segundos) y la también soviética Valentina Ilyinykh.